# 白苏伐叠
白苏伐叠（意爲“金提婆”，?—?），王族白姓，龟兹国王，号时健莫贺俟利发。白苏伐勃駃之子。贞观四年（630年）向唐朝献马，唐太宗赐玺书，抚慰加等。后来臣服西突厥。贞观十八年（644年）安西都护郭孝恪伐焉耆，遣兵援助焉耆，兵败，自是不再向唐朝朝贡。苏伐叠死後，弟白诃黎布失毕继位。